# Yamaha DX7
El Yamaha DX7 és un sintetitzador digital fabricat per la marca Yamaha i aparegut l'any 1983. Oferia una nova forma de síntesi, la síntesi digital per FM (modulació de freqüència), que donava com a resultat sonoritats totalment noves, que imitaven els pianos elèctrics, o sons metàl·lics.

## Història i fonament tècnic
El DX7 implantava la síntesi additiva per modulació de freqüència (síntesi FM), inventada per l'investigador nord-americà John Chowning a finals dels anys 1960, a la Universitat Stanford, basada en els càlculs de l'anàlisi de Fourier, i ja coneguda per la seva aplicació a la ràdio. En aquest cas, la freqüència de l'emissió de la ràdio (anomenada freqüència portadora) és modulada per un senyal —el senyal modulador— de baixa freqüència (música, veu humana...), de manera que la freqüència portadora es desvia de la seva línia mitjana d'emissió en un valor proporcional a l'amplitud i freqüència puntual del senyal modulador; les variacions de la freqüència portadora s'anomenen bandes laterals de freqüència, perquè se situen a banda i banda de la freqüència originària.
En el cas de la síntesi FM de Chowning, tant la freqüència portadora com la moduladora eren ones sinusoidals. L'ona resultant de la modificació pel senyal modulador pot servir per modificar un nou generador, i així successivament; el Yamaha DX7 n'incorporava sis (que, en la terminologia de la marca, reberen el nom d'operadors; les diferents modificacions que podia rebre cadascun d'aquests operadors s'anomenaven algorismes). En funció de la relació entre la freqüència portadora i la freqüència moduladora s'obtindran diferents tipus de sons: si aquesta relació és un nombre enter, el resultat serà un espectre harmònic; si no, hom obtindrà un espectre no harmònic, com el d'un gong o una campana. El so resultant podia ser modificat posteriorment per un LFO i per un amplificador-generador de contorns (VCA).
Degut a la gran quantitat de paràmetres que influïen en la creació dels sons, no era factible presentar-los amb rodes o botons monofuncionals com en els sintetitzadors analògics, sinó que apareixien en menús, que els distribuïen per pantalles. En conseqüència, la majoria dels usuaris empraven els sons amb què l'instrument venia de fàbrica, o els que diverses companyies creaven i venien en targetes de memòria, quasi sempre sense modificar-los.
A més de tots aquests elements, el Yamaha DX7 incorporava MIDI, memòria interna i polifonia de 16 veus, tot a un preu bastant assequible. L'èxit del DX7 va ser considerable, fins al punt que, juntament amb els seus derivats (el Yamaha DX7 MkII, el Yamaha DX9, el Yamaha DX21 o el Yamaha DX100), va dominar l'escena musical fins a l'aparició del Roland D-50 el 1987.

## Característiques tècniques

### Yamaha DX7 (1983-1987)
- 6 operadors (generadors d'ones sinusoidals), de 16 bits.
- LFO amb ones sinusoidal, quadrada, dent de xerrac, dent de xerrac superior, dent de xerrac inferior i aleatòria.
- Generador de contorns (VCA): 6, cadascun d'ells amb vuit etapes.
- Teclat: 61 tecles (sensibles a la velocitat i a la postpulsació).
- Polifonia: 16 veus.
- Memòria per a 32 sons.
- Control: MIDI.

## Alguns usuaris famosos del Yamaha DX7
- Depeche Mode
- A-ha
- Kraftwerk
- Brian Eno
- Front 242
- Genesis
- Michael Jackson
- Toto
- Vangelis